# Chemistry (Album)
Chemistry (deutsch: Chemie) ist das dritte Album der britischen Girlgroup Girls Aloud. Das Album wurde am 5. Dezember 2005 in England veröffentlicht und dort mit Platin ausgezeichnet. Der Veröffentlichung des Albums folgte eine Tour, welche die erste Arena-Tour der Band darstellte.

## Hintergrundinformationen und Veröffentlichung
Nach dem Erfolg des Vorgängeralbums What Will the Neighbours Say?, welches vollständig von Brian Higgins und seinem Produktionsteam Xenomania produziert wurde, wurde Xenomania erneut um Zusammenarbeit gebeten. Das Album wurde vollständig von Xenomania produziert, und bis auf einen Song auch von Xenomania geschrieben. Chemistry wurde im Zeitraum von April bis Juli 2005 aufgenommen, nachdem die Band ihre erste Tour beendet hatte. Teile des Entstehungsprozesses wurden während der Dokumentationsreihe Girls Aloud: Home Truths dokumentiert. Die Veröffentlichung erfolgte am 5. Dezember 2005 in Großbritannien. Neben der Standardversion wurde eine limitierte Version mit einer Bonus-CD veröffentlicht. Diese enthält gecoverte sowie neu produzierte Weihnachtslieder. Hierbei wurden weihnachtliche Pseudonyme der Songschreiber gewählt. Obwohl das Album von Kritikern hochgelobt wurde, erreichte es nur Platz 11 der britischen Albumcharts, welches die schlechteste Albumplatzierung der Band überhaupt ist. Trotzdem wurde das Album später mit Platin ausgezeichnet und brachte vier Top-10-Singles hervor.

Das Album wurde am 20. Februar 2006 auch in Australien und Neuseeland veröffentlicht, konnte dort jedoch keine zufriedenstellende Chartposition erreichen.

## Musik und Konzept
Das Album wurde als Konzeptalbum beschrieben, „welches Bezug auf die Bandmitglieder nimmt und darauf, was es bedeutet, ein Mittzwanziger in London zu sein“. Es wurde von einer Vielzahl an Musikrichtungen beeinflusst, wie zum Beispiel französischen Chansons, klavierlastigem Blues oder dem abgehackten R&B der Band Small Faces. Einige der Songs auf dem Album weichen von der bekannten Verse-Refrain-Form moderner Popsongs ab. Außer einem Song, See the Day, welcher ursprünglich von Dee C Lee gesungen und geschrieben wurde, stammen alle Songs aus der Feder von Brian Higgins und seinem Team Xenomania. Die Band schrieb zudem am Song It’s Magic mit. Dieser wird ausschließlich von Nicola Roberts gesungen, während der Bonussong No Regrets alleine von Nadine Coyle gesungen wird. Der Song Watch me Go wurde von JC Chasez, einem ehemaligen Mitglied der Band *NSYNC mitgeschrieben. Der Song Biology, welcher die zweite Single des Albums ist, sampelt das Hauptthema des Songs Club A-Gogo von der Band The Animals.

## Titelliste

### Standardversion
1. Intro (Xenomania) – 0:42
2. Models (Brian Higgins, Miranda Cooper, Tim Powell, Nick Coler, Lisa Cowling, Myra Boyle) – 3:28
3. Biology (Cooper, Higgins, Powell, Cowling, Giselle Sommerville) – 3:35
4. Wild Horses (Cooper, Higgins, Coler, Cowling, Boyle, Shawn Lee) – 3:23
5. See the Day (Dee C. Lee) – 4:04
6. Watch Me Go (Copper, Higgins, Powell, S. Lee, JC Chasez) – 4:05
7. Waiting (Cooper, Higgins, Cowling, S. Lee, Paul Woods, Tim „Rolf“ Larcombe) – 4:13
8. Whole Lotta History (Cooper, Higgins, Powell, Sommerville, Larcombe) – 3:47
9. Long Hot Summer (Cooper, Higgins, Sommerville, Boyle, S. Lee, Larcombe) – 3:52
10. Swinging London Town (Cooper, Higgins, Powell, Matt Gray) – 4:02
11. It’s Magic (Girls Aloud, Cooper, Higgins, Powell) – 3:22
12. No Regrets (Cooper, Higgins, Gray) – 3:21 [UK Bonus Track]
13. Racey Lacey (Cooper, Higgins, Gray) – 3:06 [UK Bonus Track]

### Christmas Bonus Disc
1. I Wish It Could Be Christmas Everyday (Roy Wood) – 3:59
2. I Wanna Kiss You So (Christmas in a Nutshell) (Holly Bush, S. Claws, Henry Mistletoe, Beth Lehem, Festiv Gifts) – 3:38
3. Jingle Bell Rock (J.C. Beal, J.R. Boothe) – 1:57
4. Not Tonight Santa (Bush, Claws, Mistletoe, Lehem, Festiv Gifts) – 2:42
5. White Christmas (Irving Berlin) – 2:57
6. Count the Days (Bush, Claws, Mistletoe, Lehem, Yuell Logg) – 3:56
7. Christmas Round at Ours (Bush, Claws, Mistletoe, Lehem, Logg) – 3:06
8. Merry XMas Everybody (Jim Lea, Noddy Holder) – 3:48

### Australische Version
Für die Veröffentlichung in Australien wurden zwei Singles des Vorgängeralbums, The Show und I’ll Stand By You zur Titelliste hinzugefügt und gleichzeitig auf die britischen Bonussongs No Regrets und Racey Lacey verzichtet.
1. Intro (Xenomania) – 0:42
2. Models (Brian Higgins, Miranda Cooper, Tim Powell, Nick Coler, Lisa Cowling, Myra Boyle) – 3:28
3. Biology (Cooper, Higgins, Powell, Cowling, Giselle Sommerville) – 3:35
4. Wild Horses (Cooper, Higgins, Coler, Cowling, Boyle, Shawn Lee) – 3:23
5. See the Day (Dee C. Lee) – 4:04
6. The Show (Cooper, Higgins, Powell, Cowling, Jon Shave, Xenomania) – 3:36
7. Watch Me Go (Copper, Higgins, Powell, S. Lee, JC Chasez) – 4:05
8. Waiting (Cooper, Higgins, Cowling, S. Lee, Paul Woods, Tim "Rolf" Larcombe) – 4:13
9. Whole Lotta History (Cooper, Higgins, Powell, Sommerville, Larcombe) – 3:47
10. Long Hot Summer (Cooper, Higgins, Sommerville, Boyle, S. Lee, Larcombe) – 3:52
11. Swinging London Town (Cooper, Higgins, Powell, Matt Gray) – 4:02
12. It’s Magic (Girls Aloud, Cooper, Higgins, Powell) – 3:22
13. I’ll Stand By You (Chrissie Hynde, Tom Kelly, Billy Steinberg)

## Chartplatzierungen und Auszeichnungen
| Land           | Platzierung | Auszeichnungen |
| -------------- | ----------- | -------------- |
| Großbritannien | 11          | Platin         |

## Singles
Als erste Single wurde am 22. August 2005 der Song Long Hot Summer veröffentlicht. Er wurde in Los Angeles geschrieben und war für den Soundtrack des Filmes Herby: Fully Loaded vorgesehen, wurde schlussendlich aber nicht dafür berücksichtigt. Die Single erschien in zwei verschiedenen Versionen. Eine Version beinhaltete einen Live-Auftritt des Songs Love Machine, welcher während der vorangegangenen Tour aufgenommen wurde, als B-Seite, während die andere Version den Song Real Life enthielt. Er erreichte Platz 7 der Charts, was die seit acht Singles andauernde Serie von Top-5-Hits der Band unterbrach.
Als zweite Single wurde der Song Biology am 14. November 2005 veröffentlicht. Der Song wurde von Kritikern überschwänglich gelobt, so bezeichnete unter anderem The Guardian die Single sogar als Beste Popsingle des Jahrzehnts. Im September 2006 gewann der Song den Preis Popjustice £20 Music Prize, welcher von der Musikseite Popjustice jährlich vergeben wird. Obwohl Girls Aloud in den USA niemals Songs veröffentlichten, wurde Biology von der amerikanischen Review-Seite Pitchfork Media in die Top-500 der besten Popsongs der 2000er Jahre aufgenommen. Als B-Seite war der Song Nobody But You enthalten. Die Single erreichte Platz 4 der britischen Charts.
Am 19. Dezember 2005 wurde die dritte Single mit dem Namen See the Day veröffentlicht. Dieser Song ist ein Cover des gleichnamigen Liedes der Sängerin Dee C. Lee. Mit Einstieg auf Platz 9 der britischen Charts war es die bis dahin am schlechtesten positionierte Single der Band. It’s Magic, ein Song, welcher sich auch auf dem Album befindet und komplett vom Bandmitglied Nicola Roberts alleine gesungen wird, war als B-Seite enthalten.
Als vierte und letzte Single erschien am 13. März 2006 die Ballade Whole Lotta History. Mit einem Einstieg auf Platz 6 der britischen Charts war es der 12. Top-10-Hit der Band in Folge. Als B-Seite war der Song Crazy Fool enthalten, welcher von Girls Aloud mitgeschrieben und alleine von Cheryl Cole gesungen wird. Eine weitere B-Seite war ein Livecover des Songs Teenage Dirtbag der Band Wheatus.
| Jahr | Titel               | UK-Charts |
| ---- | ------------------- | --------- |
| 2005 | Long Hot Summer     | 7         |
| 2005 | Biology             | 4         |
| 2005 | See the Day         | 9         |
| 2006 | Whole Lotta History | 6         |